# کیمیکا فوربس
کیمیکا فوربس (انگلیسی: Kimika Forbes؛ زادهٔ ۲۶ اوت ۱۹۹۰) بازیکن فوتبال اهل ترینیداد و توباگو است.
از باشگاه‌هایی که در آن بازی کرده‌است می‌توان به باشگاه فوتبال سانتا فه اشاره کرد.
وی همچنین در تیم ملی فوتبال Trinidad and Tobago بازی کرده‌است.